# Anthyperythra caladsaota
Anthyperythra caladsaota är en fjärilsart som beskrevs av George Francis Hampson 1902. Anthyperythra caladsaota ingår i släktet Anthyperythra och familjen mätare. Inga underarter finns listade i Catalogue of Life.